# Kerabán el testarudo
Kerabán el testarudo (Kéraban-le-Têtu) es una novela del escritor francés Julio Verne aparecida por entregas en la Magasin d'Éducation et de Récréation desde el 1 de enero (volumen 37, número 433) hasta el 15 de octubre de 1883 (volumen 38, número 452) y publicada en dos tomos el 1° de junio y el 6 de septiembre de 1883.
Un tozudo turco se niega a pagar un peaje para atravesar el Bósforo y para llegar al otro lado decide rodear el mar Negro. La historia es un paralelo con "La vuelta al mundo en 80 días", aparecida en 1873, diez años atrás.

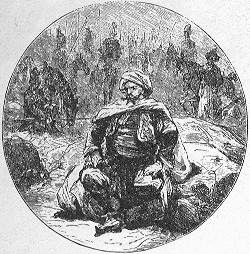

## Argumento
Kerabán, un terco turco, tiene su casa en Escutari, pero su negocio en Constantinopla, situadas cada una de estas ciudades en una orilla distinta del estrecho del Bósforo, en la boca del mar Negro. Un día recibe la visita de su socio holandés Van Mitten, al que quiere llevar a cenar a su casa, pero al cruzar el estrecho descubre que hay un nuevo impuesto de 10 paras por persona, que se niega a pagar rotundamente. Este hecho lo lleva a intentar llegar a su casa dando toda la vuelta al mar Negro, arrastrando con él a su siervo Nizib, su socio Van Mitten y el ayudante de este, Bruno, aunque esto le lleve a gastar miles de paras.
Pero como un buen viejo turco, no hará uso de invención europea impulsada por vapor (locomotora, barco de vapor, etc.)
Sin embargo, Kerabán tiene que llegar antes de seis semanas a Escutari, ya que su sobrino Amhed va a casarse con Amasia, hija del banquero Salim, de Odesa. Ella debe casarse antes de cumplir 17 años (en seis semanas) para poder heredar una gran herencia de su tía, que murió soltera, lo que obliga al viejo a regresar antes de ese lapso.
Al pasar por Odesa, Kerabán se compromete a regresar antes de transcurrir ese tiempo a Escutari: allí se verá con Salim y su hija, y arrastra a su sobrino en su empresa. Sin embargo, la linda señorita es secuestrada, lo que complica el viaje. 
En la frontera rusa, un extraño personaje tiene una discusión con Kerabán, o que trae como resultado la destrucción de la berlina, y eso obliga a los viajeros a viajar por carretas muy deterioradas .
El barco donde fue secuestrada la muchacha, naufraga en Atina justamente donde pasaba la caravana, y ella es rescatada por Amhed. Más adelante, una confusión con la hermosa curda Sarabul en Trebisonda obliga a Van Mitten a comprometerse en matrimonio con ella ante la intimidatoria mirada del fiero hermano. A partir de allí, la cada vez más grande caravana se dirige a Anatolia guiada por un nativo, del cual desconfía el desesperado novio. Finalmente, Amhed tiene razón y el guía les lleva a todos a una emboscada, pero la aparición de Salim logra salvarlos de la muerte.
El día de la llegada a Escutari, la boda no se puede hacer allí, sino que ha de ser en Constantinopla, lo que obliga a todos a cruzar de nuevo el Bósforo, y Kerabán vuelve a negarse a pagar el impuesto, lo que causa la molestia de los prometidos, de los curdos, de Van Mitten y los demás, que deciden efectuar la boda sin él. 
Un cable de acero se tiende de lado a lado del paso, y un funambuista pasa llevando un canasto. Cuando llega a la otra orilla, sale del canasto un feliz y orgulloso Kerabán, que ha burlado dos veces el impuesto.

## Personajes
- Kerabán
- Van Mitten
- Bruno
- Nizib
- Salim
- Amhed
- Amasia

## Comentarios[citarequerida]
- La novela, con un toque muy chusco, habla acerca de la desobediencia civil.
- Esta historia es una de las principales entre las que alimentan la habladurías acerca de la misoginia de Verne, ya que el personaje de Van Mitten se encontraba en Constantinopla debido a una disputa de tulipanes con su esposa y evitaba hablar de ella, y Kerabán se sentía muy orgulloso de ser un soltero sin ninguna gana de casarse.
- Muchos críticos[¿quién?] consideran esta historia como una repetición de "La vuelta al mundo en 80 días", sin acercarse nunca a ella en dinámica, argumento, motivación ni éxito.
- Por no pagar 40 paras, Kerabán tuvo que gastar 800.000 para lograr su travesía.